# Hélio Mauro
Hélio Mauro Umbelino Lôbo (Goiânia, 19 de junho de 1942) é um funcionário público federal e político brasileiro filiado a extinta Aliança Renovadora Nacional (ARENA).

## Politica
Ligado ao ex-senador Jarbas Passarinho, elegeu-se em 1974 deputado federal por Goiás sempre na legenda da ARENA. Deixando a Assembleia Legislativa de Goiás em janeiro de 1975, tomou assento na Câmara dos Deputados no mês seguinte e tornou-se membro da Comissão de Educação e Cultura e suplente da Comissão de Trabalho e Legislação Social. Licenciou-se do cargo de deputado federal e exerceu, nomeado por Irapuan Costa Júnior, a prefeitura de Goiânia no período de 17 de maio de 1978 a 10 de abril de 1979, na sucessão de Francisco de Freitas Castro, também filiado à ARENA. Ao final de seu mandato de deputado, em janeiro de 1979, deixou a Câmara, não voltando a concorrer a cargos públicos eletivos.